# Anton Otto von Closs

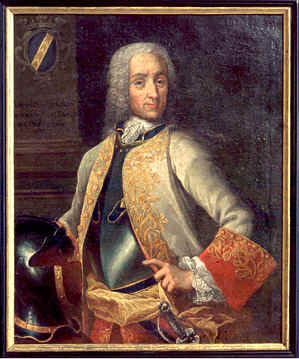
Anton Otto von Closs

Anton Otto von Closs, öfter auch Cloß (* um 1670, am Niederrhein, vermutlich in Roermond; † 26. Oktober 1737 in Ingelheim am Rhein) war ein kurpfälzischer General und ein großer Wohltäter bzw. Mäzen auf karitativ-religiösem Gebiet.

## Leben und Wirken
Über das frühe Leben des Anton Otto von Closs ist nichts bekannt. Er kam als Kommandeur einer kurpfälzischen Reitertruppe, die Bestandteil des oberrheinischen Kreis-Kavallerie-Regiments war, nach Ingelheim am Rhein und ließ sich dort dauerhaft nieder. Es ist umstritten wann und warum von Cloß nach Ingelheim kam. 1733 avancierte er zum Generalwachtmeister, was dem heutigen Range eines Generalmajors entspricht.
Bedeutend wurde General von Closs jedoch nicht wegen seiner militärischen Taten oder beruflichen Erfolgen, sondern infolge seiner Wohltätigkeit und seinem Mäzenatentum auf religiös-karitativem Gebiet.
In Ingelheim erwarb er ein Hofgut, „Zum Ochsen“ genannt (im Bereich der heutigen Pestalozzi-Schule) und reichen Grundbesitz von über 100 Morgen Land. Als gläubiger Katholik vermachte er dieses Gut testamentarisch dem Jesuitenorden. Drei Patres und ein Bruder sollten das Gut als Missionsstation bewirtschaften und die Überschüsse zur Unterstützung von Armen und Reisenden dienen. Den Bau einer zugehörigen Kapelle dotierte er aus dem Erlös seines Silbers. Nach dem Willen des Generals führten die Jesuiten von 1737 bis zur Aufhebung des Ordens im Jahre 1773 auf dem Ingelheimer Hofgut eine Niederlassung und durften mit kurfürstlicher Duldung auch danach, bis 1782, als Weltpriester dort weiterwirken und die Einnahmen des Gutes für Stiftungsaufgaben verwenden. Dann gelangte der Hof an den Lazaristenorden, der in der Kurpfalz die Nachfolge der Jesuiten angetreten hatte. Die Franzosen erklärten das Hofgut bzw. den Konvent 1806 zum französischen Nationalgut, danach kam es als Spekulationsobjekt in Privathände und ist heute gänzlich verschwunden.
Überdies errichtete Anton Otto von Closs in Verbindung mit der Ingelheimer Jesuitenniederlassung eine Armenstiftung zu Gunsten von mehreren umliegenden Ortschaften und verfügte genau, wie die Zinsen des Stiftungskapitals zu verteilen seien. Die begünstigten Gemeinden waren Bubenheim (Rheinhessen), Elsheim, Groß-Winternheim, Schwabenheim an der Selz, Appenheim, Ober-Hilbersheim, Gensingen, Undenheim, Nierstein und Oppenheim. Für mehrere Ortschaften fundierte Closs katholische Kaplaneien, sein Vermögen in Roermond vermachte er der Stadtverwaltung, eine weitere, beträchtliche Summe dem Jesuitenorden.

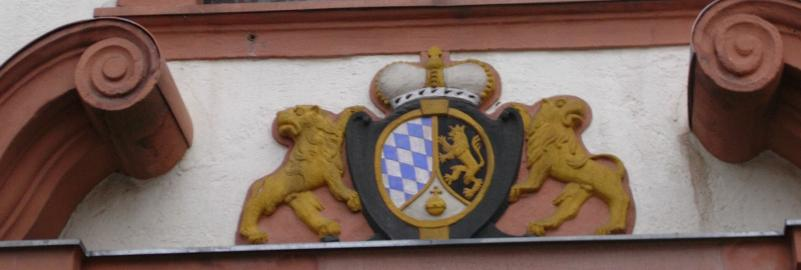
Kurpfälzisches Wappen als Zeichen der von General Closs erbetenen Schirmherrschaft, über dem Südportal der Ingelheimer Kirche

Sein Ingelheimer Wohnhaus „Zum Ochsen“ schenkte er dem Cousin, Militärkameraden und Testamentsvollstrecker Gerhard von Schrieck († 1757).
Testamentarisch hatte General Closs den Kurfürsten Karl Philipp, den er wohl persönlich kannte, um eine Schirmherrschaft über die von ihm finanzierte Pfarrei Ingelheim, deren Kirche und seine Privatstiftung gebeten, worauf auch das kurpfälzische Wappen über dem Südportal der kath. Pfarrkirche St. Remigius (Ingelheim) hinweist.
In der Nordpfalz, bei Haschbach stiftete von Closs Geld für eine katholische Seelsorgestelle in der uralten Kirche auf dem Remigiusberg. Diese war gemeinsam mit den Ortschaften Haschbach, Ruthweiler, Theisbergstegen und dem Oberamt Lauterecken, aus dem Nachlass der 1694 erloschenen protestantischen Linie Pfalz-Veldenz, 1724 bzw. 1733 der Kurpfalz zugefallen. Es gab infolge der vorherigen staatlichen Restriktionen dort nur noch wenige, zerstreute Katholiken, deren sich General Closs mittels seiner finanziellen Unterstützung annahm. 1744 konnte aus diesem Fundus die Pfarrei endgültig wieder errichtet werden.
Ebenso schenkte der General im kurpfälzischen Appenheim den Katholiken 1737 ein Haus „gegenüber dem Rathaus“, in dem sie als provisorische Kirche ihre Gottesdienste feiern konnten.
Bereits 1718 hatte sich Anton Otto von Closs auf dem Engelberg im Unterfränkischen Großheubach ein Haus als Domizil errichtet, da er den Wallfahrtsort mit Vorliebe besuchte. Diese ansehnliche Immobilie vermachte er bei seinem Tod dem dortigen Kloster bzw. den hier ansässigen Kapuzinern, die es als willkommenen Zuwachs in den Klosterbereich integrierten.
Anton Otto von Closs wurde nach seinem Tod in der Pfarrkirche St. Remigius, Ingelheim beigesetzt, wo sich an der nördlichen Innenwand sein prachtvolles Epitaph erhalten hat. Darauf setzte man ihm die anrührende Grabinschrift:

„IHRER CHURFÜRSTLICHEN DURCHLEUCHT ZU PFALTZ GENERALWACHTMEISTER UND OBRISTER ÜBER EIN REGIMENT ZU PFERDE, ANTON OTTO VON CLOSS. ALLHIER IN DIESEM GRABE RUHT, DER WEDER HAAB NOCH EINIGS GUTH, IN DIESER SCHNÖDEN WELT GEACHT, HATT SOLCHS DEN ARMEN MEIST VERMACHT, AUCH NOCH DERZU EIN LAIB GUTT BROD, UND DREISIG CREUTZER IN DER NOTH, MUS SEIN HAUS GEBEN ALLE TAG, DEN ARMEN OHNE WIEDERSPRACH, AUF DAS VOM HOHEN HIMMELS THRON, ERFOLGEN THU DER GOTTES LOHN. OBIIT 26 OCTOBRIS 1737. REQUIESCAT IN PACE.“

Im katholischen Pfarramt zu Ingelheim befindet sich ein Ölportrait Generals von Closs, mit der rückseitigen Aufschrift:

„Dieses Bild wurde dem Pfarrhaus geschenkt und soll immer darin bleiben zur dankbaren Erinnerung an den Freiherrn von Cloß, den großzügigen Wohltäter von Kirchen und besonders der Armen“

Anton Otto von Closs war unverheiratet und hatte keine Nachkommen.